# 克伦
克伦是厄立特里亚的第二大城市，安塞巴区首府，位于该国首都阿斯马拉之西北方，人口约7.5万人，是比伦族人的聚居地。
在克伦沿通往阿斯马拉的厄立特里亚铁路（现已拆卸）建成后，克伦逐渐发展为重要的商业中心。第二次世界大战和厄立特里亚独立战争期间都有战役在克伦发生，1941年意大利和英国军队在该城进行了一场重要的战斗，是为克伦战役。

## 友好城市
- 挪威特隆赫姆

15°47′N 38°27′E / 15.783°N 38.450°E